# Distretto di Wat Bot
Il distretto di Wat Bot (in thailandese: วัดโบสถ์) è un distretto (amphoe) della Thailandia, situato nella provincia di Phitsanulok.